# Liste der Naturdenkmale in Wittstock/Dosse
Die Liste der Naturdenkmale in Wittstock/Dosse nennt die Naturdenkmale in Wittstock/Dosse im Landkreis Ostprignitz-Ruppin in Brandenburg, welche durch Rechtsverordnung geschützt sind. Naturdenkmale sind Einzelschöpfungen der Natur, deren Erhaltung wegen ihrer hervorragenden Schönheit, Seltenheit oder Eigenart oder ihrer ökologischen, wissenschaftlichen, geschichtlichen, volks- oder heimatkundlichen Bedeutung im öffentlichen Interesse liegt. Grundlage ist das Geoportal des Landkreises.
In den Spalten befinden sich folgende Informationen:
- Nr.: Identifizierungsnummer nach veröffentlichter Liste. Sie wird von der unteren Naturschutzbehörde des Landkreises oder der kreisfreien Stadt vergeben. Wenn sie bekannt ist, wird sie angegeben. In dieser Spalte kann sich zusätzlich das Wort Wikidata befinden, der entsprechende Link führt zu Angaben zu diesem Naturdenkmal bei Wikidata.
- Bezeichnung: Benennung des Naturdenkmals, in der Regel wird bei Bäume die Baumart genannt. Bekannte Eigennamen werden mit angegeben.
- Gemarkung: Ort oder Gemarkung, in der sich das Naturdenkmal befindet
- Lage: Nennt die Lage des Naturdenkmals im jeweiligen Ortsteil und die geografischen Koordinaten des Naturdenkmals. Link zu einem Kartenansichtstool, um Koordinaten zu setzen. In der Kartenansicht sind Naturdenkmale ohne Koordinaten mit einem roten beziehungsweise orangen Marker dargestellt und können in der Karte gesetzt werden. Denkmale ohne Bild sind mit einem blauen bzw. roten Marker gekennzeichnet, Denkmale mit Bild mit einem grünen beziehungsweise orangen Marker.
- Beschreibung: die Beschreibung des Naturdenkmales
- Schutzzweck: Erläutert den Grund der Unterschutzstellung
- Bild: Zeigt ein Bild des Naturdenkmales und gegebenenfalls ein Link zu weiteren Fotos im Medienarchiv Wikimedia Commons

## Wittstock/Dosse
| Bild                           | Bezeichnung                             | Lage                                                                                          | Beschreibung                                                                                               | Schutzzweck                                                  | Nummer |
| ------------------------------ | --------------------------------------- | --------------------------------------------------------------------------------------------- | --- | ------------------------------------------------------------ | ------ |
| Fotos hochladen                | Ulme (Ulmus species)                    | Biesen, vor Kirche (53° 11′ 24,3″ N, 12° 28′ 2,7″ O)                                          | Unterschutzstellung 1937                                                                                   |                                                              |        |
| BW                             | Linde (Tilia)                           | Christdorf, Dorfmitte (Karstedtshof) (53° 5′ 58,3″ N, 12° 27′ 34,3″ O)                        | Unterschutzstellung 1973 entfällt, umgebrochen 2017                                                        |                                                              |        |
| BW                             | Eiche (Quercus)                         | Fretzdorf, Eichenweg (53° 3′ 59,8″ N, 12° 32′ 48,2″ O)                                        | Unterschutzstellung 1937, 1973                                                                             |                                                              |        |
| BW                             | Eiche (Quercus)                         | Fretzdorf, Westeingang Park (53° 4′ 7,8″ N, 12° 32′ 56,7″ O)                                  | Unterschutzstellung 1937, 1973                                                                             |                                                              |        |
| BW                             | Eiche (Quercus)                         | Fretzdorf, Westeingang Park (53° 4′ 8,6″ N, 12° 32′ 58,6″ O)                                  | Unterschutzstellung 1937, 1973                                                                             |                                                              |        |
| Fotos hochladen                | Linde (Tilia)                           | Fretzdorf, alte Mühle (53° 4′ 2,1″ N, 12° 33′ 8,1″ O)                                         | Unterschutzstellung 2001: Winterlinde                                                                      | Erhaltung und Pflege eines ortsprägenden alten Baumes        | 13     |
| BW                             | Eiche (Quercus)                         | Fretzdorf, Sonderschulgarten (53° 3′ 58,5″ N, 12° 33′ 13,8″ O)                                | Unterschutzstellung 2001: 2 Stieleichen                                                                    | Erhaltung und Pflege landschaftsprägender alter Bäume        | 12     |
| BW                             | Eiche (Quercus)                         | Fretzdorf, Sonderschulgarten (53° 3′ 58″ N, 12° 33′ 13,9″ O)                                  | Unterschutzstellung 2001: 2 Stieleichen                                                                    | Erhaltung und Pflege landschaftsprägender alter Bäume        | 12     |
| BW                             | Eiche (Quercus)                         | Freyenstein, vor Kirche (53° 17′ 11,5″ N, 12° 21′ 14,3″ O)                                    | Unterschutzstellung 2001: 2 Stieleichen, rechts und links des Denkmals                                     | Erhaltung und Pflege von ortsprägenden alten Eichen          | 8      |
| BW                             | Eiche (Quercus)                         | Freyenstein, vor Kirche (53° 17′ 11″ N, 12° 21′ 14,6″ O)                                      | Unterschutzstellung 2001: 2 Stieleichen, rechts und links des Denkmals                                     | Erhaltung und Pflege von ortsprägenden alten Eichen          | 8      |
| BW                             | ( )                                     | Freyenstein, Schlosspark (53° 17′ 8,6″ N, 12° 21′ 20,4″ O)                                    | Unterschutzstellung 1939                                                                                   |                                                              |        |
| BW                             | Eiche (Quercus)                         | Freyenstein, Warnsdorfer Weg 8 (53° 17′ 11″ N, 12° 21′ 14,6″ O)                               | Unterschutzstellung 2001                                                                                   | Erhaltung und Pflege einer alten Eiche mit schöner Wuchsform | 9      |
| BW                             | Eiche (Quercus)                         | Goldbeck, Siebmannshorst, vorm Schrottplatz (53° 9′ 4,3″ N, 12° 32′ 11″ O)                    | Unterschutzstellung 1937, 1973                                                                             |                                                              |        |
| BW                             | Eiche (Quercus)                         | Rossow, Dorfstraße 5A (53° 3′ 3,3″ N, 12° 33′ 41,6″ O)                                        | Unterschutzstellung 1938, 1973                                                                             |                                                              |        |
| BW                             | Eiche (Quercus)                         | Sewekow, an der Feuerwehr (53° 14′ 58″ N, 12° 39′ 23,2″ O)                                    | Unterschutzstellung 1937, 1973                                                                             |                                                              |        |
| BW                             | Eiche (Quercus)                         | Sewekow, Max-Schmeling-Halle (53° 15′ 0,8″ N, 12° 39′ 15,4″ O)                                | Unterschutzstellung 2006: ca. 200 Jahre alt, Durchmesser 1,30 m                                            | schöne Wuchsform, standortprägend                            | 10     |
| BW                             | Eiche (Quercus)                         | Tetschendorf, Gutseingang, Dorfstraße Richtung Wulfersdorf (53° 14′ 35,2″ N, 12° 21′ 25,4″ O) | Unterschutzstellung 1938, 1973                                                                             |                                                              |        |
| BW                             | Eiche (Quercus)                         | Tetschendorf, Gutseingang, Dorfstraße Richtung Wulfersdorf (53° 14′ 34,4″ N, 12° 21′ 26,5″ O) | Unterschutzstellung 1938, 1973                                                                             |                                                              |        |
| Fotos hochladen                | Blutbuche (Fagus sylvatica f. purpurea) | Wittstock/Dosse, Friedrich-Ebert-Park, westlich Denkmal (53° 9′ 41,5″ N, 12° 28′ 53,2″ O)     | Unterschutzstellung 2006 entfällt, Fällung 2014. Bei Verordnung 2006 ca. 200 Jahre alt, Durchmesser 1,10 m | alleinstehend, auffallend, schöne Wuchsform                  | 8      |
| BW                             | Blutbuche (Fagus sylvatica f. purpurea) | Wittstock/Dosse, Friedrich-Ebert-Park, östlich Denkmal (53° 9′ 40,5″ N, 12° 28′ 54″ O)        | Unterschutzstellung 2006 entfällt, Fällung 2014. Bei Verordnung 2006 ca. 250 Jahre alt, Durchmesser 3,00 m | alleinstehend, auffallend, schöne Wuchsform                  | 9      |
| BW                             | Linde (Tilia)                           | Wittstock/Dosse, Scharfenberger Krug (53° 7′ 15,1″ N, 12° 29′ 12,7″ O)                        | Unterschutzstellung 1973 entfällt                                                                          |                                                              |        |
| Weitere Bilder Fotos hochladen | Eiche (Quercus)                         | Wulfersdorf, vor der Kirche von Wittstock aus (53° 14′ 34″ N, 12° 25′ 25,4″ O)                | Unterschutzstellung 2006: ca. 220 Jahre alt, Durchmesser 1,30 m                                            | ortsbildprägend, schutzwürdig                                | 18     |
| BW                             | Eiche (Quercus)                         | Wulfersdorf, Dorfanger, Kirche (53° 14′ 35,7″ N, 12° 25′ 19,5″ O)                             | Unterschutzstellung 1938, 1973                                                                             |                                                              |        |